# Simfonia núm. 2 (Rautavaara)
La Simfonia núm. 2, op. 8, d'Einojuhani Rautavaara, originalment titulada Sinfonia intima, és una simfonia per a orquestra escrita l'any 1957. Marca l'abandonament del compositor del seu estil neoclàssic de la primera simfonia cap a l'atonalitat.

## Història
La Segona Simfonia de Rautavaara es deriva en gran part del material dels 7 preludis per a piano del compositor, que es van completar el 1956. Segons els escrits de Rautavaara, els preludis, posteriorment reordenats com a moviments simfònics, són "nus, esquemàtics, aforístics, poc convencionals, ascètics i dissonants, però encara sostinguts amb tonalitat." Aquests preludis es van ampliar i desenvolupar encara més per adaptar-se a la gamma instrumental completa de l'orquestra i més tard també es reorganitzarien de nou en una altra composició de Rautavaara per a orquestra de corda: Finnisch, heute (1970).
El procés de composició va començar a la tardor de 1956, després d'acabar el seu diploma de composició a l'⁣Acadèmia Sibelius i de programar una actuació de la seva Simfonia núm. 1 per al gener de 1957. Després de rebre crítiques diverses per aquella actuació i preocupat per ser percebut com a conservador, Rautavaara va decidir mostrar les seves habilitats com a compositor contemporani escrivint una simfonia plena de cromatisme, en contrast expressionista amb la primera. Els set preludis es van ampliar per duplicar la durada en la nova simfonia de quatre moviments. Segons el compositor, la simfonia no s'ha de considerar "vi nou en botes velles". Més tard seria habitual que Rautavaara reutilitzes el seu propi material en diferents obres, com va fer amb la seva Sisena Simfonia, que va agafar material de l'òpera Vincent. Aquest va ser un dels precursors de la seva pròxima etapa d'avantguarda, després d'haver patit una crisi estilística després dels anys d'estudis a Nova York.
La peça es va acabar el 1957 a Hèlsinki i va ser publicada més tard per Fennica Gehrman. L'estrena va tenir lloc a Hèlsinki l'11 d'octubre de 1957. L'⁣Orquestra Filharmònica de Hèlsinki amb el director Tauno Hannikainen va estrenar la simfonia en aquella ocasió. El 1984, Rautavaara va ampliar la partitura per donar cabuda a un nombre més gran de músics, ja que l'original va ser gravat per a una orquestra relativament petita. En la seva revisió de 1984, el compositor no va afegir cap fragment nou, sinó que va desenvolupar encara més les textures existents afegint més instruments. La versió revisada va ser estrenada per l'⁣Orquestra de l'Acadèmia Sibelius amb el director Jorma Panula. L'estrena en aquesta ocasió va tenir lloc a Espoo el 15 de febrer de 1985.

## Estructura
La simfonia es distribueix en quatre moviments que no segueixen l'⁣estructura tradicional d'una simfonia, ja que són una ampliació d'una obra anterior per a piano i, per tant, no es basa en un desenvolupament temàtic. Té una durada aproximada de 22 minuts i està escrit per a una orquestra relativament petita, fet que ha portat a Rautavaara a considerar-la una simfonia de cambra, tot i que la revisió de 1984 demana forces més grans. La llista de moviments és la següent:
1. Quasi grave
2. Vivace
3. Largo
4. Presto

La revisió de 1984, que s'executa amb més freqüència avui en dia, demana dues flautes (segona flauta que dobla flautí), dos oboès (segon oboè que dobla la trompa anglesa), tres clarinets (en mi bemoll, la i si bemoll⁣: tercer doblament de clarinet baix), dos fagots (segon fagot doblant el contrafagot), dues trompes en fa, una trompeta en do, una secció de corda estàndard, i una secció de percussió una mica gran per a tres percussionistes, que consta d'una marimba, un vibràfon, un xilòfon, un glockenspiel, un tambor militar, un fuet, un bombo, plats, un tam-tam, tom-toms, un güiro, i tres tambors laterals.
Les melodies i les harmonies inclouen novenes menors, quintes perfectes i tritons àmpliament. La simfonia s'inicia amb un moviment lent i fúnebre que s'obre amb un tema tocat per les cordes inferiors, al qual segueixen els vents de fusta i, més tard, les trompes. Passa d'un moviment inicialment fosc a un moviment més brillant, amb pulsacions insistents reforçades pel vibràfon. El segon moviment és molt ràpid i intens, amb ritmes fragmentats i complexos. Segueix un moviment lent que comença amb un timbal i el clarinet baix. Aquí, la corda només toca una nota que després s'expandeix a un motiu amb intervals amplis. El moviment acaba amb el so inquietant dels vents baixos. Finalment, l'últim moviment es caracteritza, de nou, per ritmes irregulars que estan ajudats per tambors. Tanca la simfonia bruscament.
Segons Rautavaara, la simfonia segueix una estructura simfònica típica: el primer moviment segueix la forma sonata, el segon és un scherzo, el tercer és un moviment lent i el quart funciona com a finale. També creu que la simfonia té "määrätty väkivaltaisuus" (una certa agressivitat), i associa la seva violència a la intimitat que implica el títol. Segons el compositor, la simfonia és "íntima" en la mesura que està escrita per a una orquestra relativament petita, però també perquè té un caràcter molt expressiu, evitant sempre les característiques de la música expressionista dels anys 20. Rautavaara s'ha referit a aquest estil com "ekspressiiistä formalismia" (formalisme expressiu).

## Recepció
Tot i que la informació sobre l'estrena és escassa, la simfonia va ser vista generalment de forma favorable per la crítica. El musicòleg Kimmo Korhonen afirma que es tracta d'una etapa intermèdia entre el neoclassicisme de Rautavaara i les seves obres dodecafonistes dels anys seixanta. El tercer moviment lent s'ha comparat amb la música nocturna de Bartók, mentre que el segon i el quart moviment s'han comparat amb La consagració de la primavera de Stravinski.